# Никумароро
Никумароро (англ. Nikumaroro) — необитаемый атолл в юго-западной части архипелага Феникс. Второе название — остров Гарднер.

## География

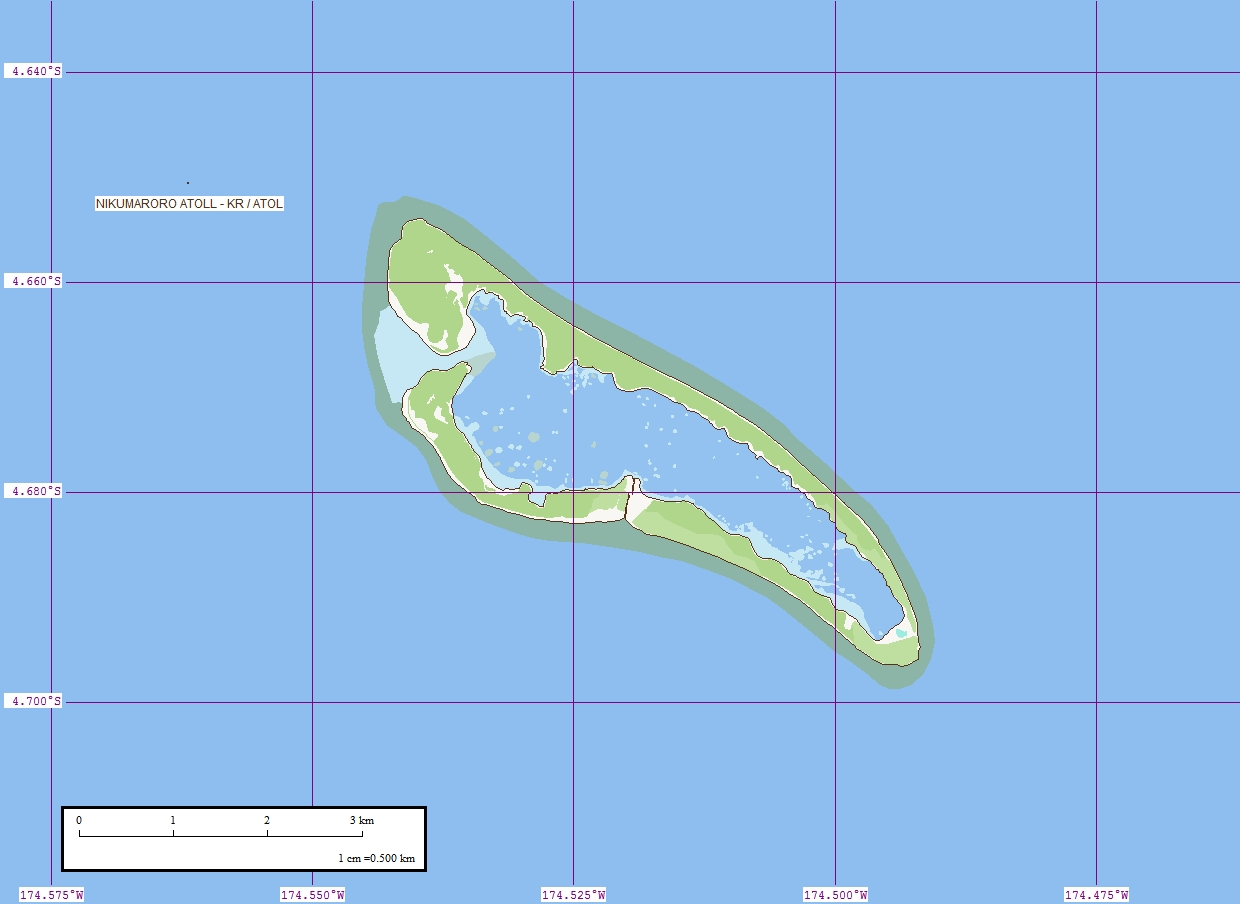
Карта атолла Никумароро

Никумароро по форме напоминает треугольник. Длина острова составляет около 6 км, а ширина — 2 км. В западной и южной части Никумароро имеются два узких пролива.
Большая часть суши атолла покрыта зарослями. Растут кокосовые пальмы. Обитает малая крыса, крабы-отшельники. Большое количество морских птиц.

## История
Считается, что остров был открыт в 1828 году капитаном Джошуа Коффином и был назван в честь члена Конгресса США Гидеона Гарднера, владельца или участника экипажа корабля «Гангес». 19 января 1840 года Никумароро посетила американская научная экспедиция на корабле «Винсент» под командованием Чарльза Уилкса.
В 1856 году на остров предъявила права компания «Си-Эй Уильямс энд Ко.», руководствуясь Законом о гуано. Однако месторождений гуано на острове найдено не было, поэтому уже в 1882 году компания отказалась от прав владения Никумароро. 28 мая 1892 года был установлен протекторат Британской империи. Вскоре остров был арендован Джоном Эранделом, который попытался создать на Гарднере кокосовую плантацию. В результате на атолле поселились 29 человек, построивших на Никумароро несколько зданий с крышей из рифлёного железа. Но из-за засух этот проект полностью провалился уже через год, в 1893 году.
29 ноября 1929 года у острова потерпел крушение корабль «Норуич-Сити». Спасшиеся укрылись от шторма в сооружениях, построенных ещё во время Эрандела, а сам корабль стал «памятником» острова: на атолле до сих пор можно найти разбросанные части парового двигателя судна.
1 декабря 1938 года на остров прибыла британская экспедиция, целью которой было изучение Гарднера для строительства взлётно-посадочной полосы. 20 декабря на остров прибыли британские чиновники и 20 представителей народа кирибати. Однако попытка сразу расчистить территорию от кокосовых пальм, чтобы построить взлётную полосу, так и не удалась из-за дефицита на Никумароро пресной воды. Но уже спустя некоторое время были вырыты колодцы, а численность населения острова увеличилась до 58 человек, включая 16 женщин и 26 детей. Гарднер возглавлял Тенг Коата. Вскоре на западной стороне острове была построена штаб-квартира организации, занимавшейся переселением жителей архипелага Гилберта на острова Феникс. На острове была своя радиовышка и магазин. В 1944-1945 годах на Никумароро действовала одна из станций радионавигационной системы LORAN.
К середине 1950-х годов население острова приблизилось к сотне человек. Однако из-за катастрофических засух 1960-х годов жители острова были эвакуированы на Соломоновы Острова, и с 1965 года остров необитаем.
После предоставления Великобританией независимости островам Гилберта остров Гарднер вошёл в состав микронезийской республики Кирибати и был переименован в Никумароро.

## Интересные факты
- По одной из версий, в июле 1937 года на острове разбился самолёт, на котором летела Амелия Эрхарт и её штурман Фред Нунан — известные американские авиаторы[1].
- В конце мая — начале июня 2013 года в СМИ появились сообщения о том, что возможно найдены обломки самолёта А. Эрхарт[2]. В 2016 году учёные провели новую антропологическую экспертизу, которая показала, что останки мужчины, найденные на острове в 1940 году, могли принадлежать и женщине такого же роста и этнической принадлежности, как и Амелия Эрхарт. Кроме того, на атолле Никумароро нашли артефакты, которые, возможно, принадлежали именно Амелии Эрхарт и ее штурману Фреду Нунану — остатки лётной куртки, зеркало, фрагменты алюминиевых листов и косметический крем от веснушек[3].
- Согласно данным новой экспертизы, останки, найденные 2013 на необитаемом атолле в Тихом океане, действительно принадлежат известному авиатору. Согласно данным новой судебно-медицинской экспертизы, проведенной под руководством профессора Ричарда Янца из Университета Теннесси, кости, обнаруженные на необитаемом атолле Никумароро, действительно принадлежат ей. Останки нашли еще в 2013, но первоначально посчитали, что они мужские[4]. «Теперь документально доказано, что единственный человек, которому они (останки) могут принадлежать, — Амелия Эрхарт», — цитирует профессора The Mirror[5].